# Micropterix aruncella
Micropterix aruncella Scopoli, 1763 è un lepidottero appartenente alla famiglia Micropterigidae, diffuso in Europa.

## Descrizione
Questa specie di falena è caratterizzata dalle piccolissime dimensioni, con ali di soli 4 mm ed apertura alare che va, a seconda delle fonti, dai 6 ai 7 mm. Il colore delle ali anteriori risulta piuttosto variabile, ma di solito è metallico, dorato con riflessi rossastri. Normalmente la colorazione nelle femmine segue quello stesso schema ma nei maschi sono presenti due bande bianco argentee.

## Distribuzione e habitat
Micropterix aruncella è rintracciabile in diversi habitat terrestri, dal livello del mare fino ad oltre i 2 000 m di quota. L'unico habitat che risulta non esserle favorevole è il bosco fitto.

## Ecologia
Come tutti i membri della famiglia, tra le più primitive nel contesto dell'ordine, in questa famiglia è presente un apparato mandibolare funzionale invece della spirotromba, evolutasi successivamente, nutrendosi da adulto di granuli di polline appartenenti ad una grande varietà di fiori tra i quali quelli di Crataegus, Cytisus, Lychnis, Pinus, Plantago, Rosa, Urtica and Veronica così come altre erbe. A seconda dell'altitudine e della latitudine, gli adulti si possono incontrare durante il giorno dal mese di maggio ad agosto.
Le larve si nutrono di detriti fino al loro impupamento in una crisalide.

### Pubblicazioni
- (EN) Kristensen, N. P. and Nielsen, E. S., A new subfamily of micropterigid moths from South America. A contribution to the morphology and phylogeny of the Micropterigidae, with a generic catalogue of the family (Lepidoptera: Zeugloptera), in Steenstrupia, vol. 5, n. 7, Copenhagen, Københavns universitet. Zoologisk museum, 1979,  pp. 69-147, ISSN 0375-2909 (WC · ACNP), LCCN 78641716, OCLC 863538079.
- Zeller-Lukashort, H. Christof, et al, A review of Micropterix Hübner, 1825 from northern and central Europe (Micropterigidae) (PDF), in Nota Lepidopterologica, vol. 30, n. 2, 2007,  pp. 235-298.

### Testi
- (EN) Capinera, J. L. (Ed.), Encyclopedia of Entomology, 4 voll., 2nd Ed., Dordrecht, Springer Science+Business Media B.V., 2008,  pp. lxiii + 4346, ISBN 978-1-4020-6242-1, LCCN 2008930112, OCLC 837039413.
- (EN) Kükenthal, W. (Ed.), Handbuch der Zoologie / Handbook of Zoology, Band 4: Arthropoda - 2. Hälfte: Insecta - Lepidoptera, moths and butterflies, a cura di Kristensen, N. P., collana Handbuch der Zoologie, Fischer, M. (Scientific Editor), Teilband/Part 35: Volume 1: Evolution, systematics, and biogeography, Berlino, New York, Walter de Gruyter, 1999  [1998],  pp. x + 491, ISBN 978-3-11-015704-8, OCLC 174380917.
- (EN) Scoble, M. J., The Lepidoptera: Form, Function and Diversity, seconda edizione, London, Oxford University Press & Natural History Museum, 2011  [1992],  pp. xi, 404, ISBN 978-0-19-854952-9, LCCN 92004297, OCLC 25282932.
- (EN) Stehr, F. W. (Ed.), Immature Insects, 2 volumi, seconda edizione, Dubuque, Iowa, Kendall/Hunt Pub. Co., 1991  [1987],  pp. ix, 754, ISBN 978-0-8403-3702-3, LCCN 85081922, OCLC 13784377.